# Elkhart (Indiana)
Elkhart é uma cidade localizada no estado americano de Indiana, no Condado de Elkhart.

## Demografia
Segundo o censo americano de 2000, a sua população era de 51.874 habitantes.
Em 2006, foi estimada uma população de 52.748, um aumento de 874 (1.7%).

## Geografia
De acordo com o United States Census Bureau tem uma área de
57,6 km², dos quais 55,3 km² cobertos por terra e 2,3 km² cobertos por água. Elkhart localiza-se a aproximadamente 230 m acima do nível do mar.

## Localidades na vizinhança
O diagrama seguinte representa as localidades num raio de 16 km ao redor de Elkhart.